# Prenolepis
Prenolepis is een geslacht van mieren, dat behoort tot de onderfamilie Formicinae.
De geslachtsnaam Prenolepis werd voor het eerst gepubliceerd door Gustav Mayr in 1861.
De grootste soortendiversiteit van Prenolepis vindt men in Zuidoost-Azië en het zuiden van China, maar Prenolepis komen ook voor in India, het zuiden van Europa, Noord-Amerika en de Antillen.

## Soorten
- Prenolepis acuminata Forel, 1911
- Prenolepis angularis Zhou, 2001
- Prenolepis emmae Forel, 1894
- Prenolepis fisheri Bharti & Wachkoo, 2012
- †Prenolepis henschei Mayr, 1868 (een fossiele soort)
- Prenolepis imparis (Say, 1836)
- Prenolepis jacobsoni Crawley, 1923
- Prenolepis jerdoni Emery, 1893
- Prenolepis kohli Forel, 1916
- Prenolepis longiventris Zhou, 2001
- Prenolepis magnocula Xu, 1995
- Prenolepis melanogaster Emery, 1893
- Prenolepis naoroji Forel, 1902
- Prenolepis nigriflagella Xu, 1995
- Prenolepis nitens (Mayr, 1853) Dit is de typesoort van het geslacht, door Mayr oorspronkelijk aangeduid met de naam Tapinoma nitens.
- Prenolepis septemdenta Wang, W. & Wu, 2007
- Prenolepis sphingthoraxa Zhou & Zheng, 1998
- Prenolepis umbra Zhou & Zheng, 1998